# Walter Vargas (periodista)
Walter Edgardo Vargas (La Plata, Argentina, 31 de agosto de 1958) es un periodista deportivo, escritor, psicólogo social y comentarista de fútbol argentino que se desempeña en la televisión. Actualmente trabaja para la cadena internacional ESPN, empresa en la que lleva más de 23 años.

## Biografía
Walter Vargas nace en la ciudad de La Plata, que es la capital de la Provincia de Buenos Aires, Argentina. Se le asocia un fuerte vínculo con el periodismo desde los 6 años de edad, profesión que terminaría llevando a cabo. Además es psicólogo social y se ha desempeñado como psicoterapeuta y coordinador de grupo.

### Trayectoria como periodista
Inicia en el periodismo en 1978, justo después de cumplir los 20 años de edad, para trabajar en la revista Cuadrilátero, la cual se especializaba en boxeo. Su trayectoria desde entonces ha cubierto diferentes medios tales como El Gráfico, Revista Superfutbol, Diario Popular, Diario El Cronista, Agencia Diarios y Noticias, Radio La Red, Radio 10, Radio Rivadavia, entre otros. De esta etapa se destaca su periodo como columnista en Diario Olé y Télam, además de su tiempo como comentarista en Radio Continental, donde comentó la Copa Mundial de Fútbol de 1998 en Francia junto al conocido relator Víctor Hugo Morales, muy reconocido en su país. A principios del siglo XXI ingresó a la cadena deportiva internacional ESPN, donde hoy en día trabaja como comentarista deportivo. Es docente del Círculo de la Prensa, en el Círculo de Periodistas Deportivos, escuela que ha graduado a profesionales como Miguel Simón, y de la Universidad de Palermo.

### ESPN
Ingresa alrededor del año 2000, por lo cual lleva más de 23 años de vínculo a la empresa. Empezó realizando un programa de boxeo junto al reconocido comentarista argentino de la disciplina Carlos Irusta, llamado Noche de Combate. Luego de eso, se movió hacia el fútbol en 2010, cuando formó parte de la cobertura general de la Copa Mundial de Fútbol de 2010. Empezó a comentar partidos de fútbol en el 2011, y ya acumula más de 1000 partidos comentados, habiendo sido acompañado por relatores como Jorge Barril, Germán Sosa, Fabián Taboada, entre otros. Hoy en día sigue siendo parte del roster de comentaristas de fútbol que tiene la señal.

### Trayectoria como escritor
Walter Vargas además de ser periodista y comentarista deportivo, se desempeña como escritor, habiendo publicado a lo largo de su carrera muchos libros y textos de temas varios. Muchos de ellos han recorrido el mundo del fútbol y el periodismo, pero también ha cubierto diversos géneros como la novela, el cuento, la crónica, el ensayo, entre otros. Dentro de su obra destacan libros como Fútbol, antifútbol y otras yerbas, Fútbol Delivery, Cabezas de ranas, El túnel del centenario, Equipos cortos, Periodistas depordivos, Cambios de frente – Misceláneas futboleras, Del diario íntimo de un chico rubio y otras historias y muchos más.

## Vida personal
Walter Vargas continúa residiendo en La Plata, su ciudad de origen. Allí vive con su familia. Estuvo casado con Patricia Vargas desde el 2016 hasta el 2022.